# Аз съм невестулка
„Аз съм невестулка“ (на английски: I Am Weasel) е американски анимационен сериал, създаден от продукцията Хана-Барбъра. За първи път е пуснат по американския Картун Нетуърк на 16 септември 1997 година. „Аз съм невестулка“ отначало се излъчва заедно със сериала „Крава и пиле“: два епизода на „Крава и пиле“, между които един на „Аз съм невестулка“. Впоследствие се отделя като самостоятелен сериал. В него се разказва за една невестулка и един павиан които понякога са приятели, а понякога – врагове. Невестулка има приятелка, която е лекарка и е била с него от първия ден, в който се е родил. Всички славят Невестулка, но много рядко Павиан. В него участва и червеният дявол без гащи, който винаги прави лошо.

## „Аз съм невестулка“ в България
В България сериалът се излъчва като третата част от епизодите на „Крава и пиле“, дублиран на български език, по Диема Фемили.